# Succinitaxus
Genre
Succinitaxus est un  genre fossile d'araignées aranéomorphes de la famille des Synotaxidae.

## Distribution
Les espèces de ce genre ont été découvertes en Russie dans de l'ambre de la mer Baltique, en Ukraine dans de l'ambre de Rivne et en Allemagne en Saxe-Anhalt dans de l'ambre de Bitterfeld. Elles datent du Paléogène.

## Liste des espèces
Selon World Spider Catalog (version 20.5, 2020) :
- † Succinitaxus brevis Wunderlich, 2004
- † Succinitaxus minutus Wunderlich, 2004.

## Systématique et taxinomie
Ce genre a été décrit par Wunderlich en 2004 dans les Synotaxidae.
Son espèce type est Succinitaxus brevis.

## Publication originale
- Wunderlich, 2004 : « The fossil spiders (Araneae) of the family Synotaxidae in Baltic amber. » Beiträge zur Araneologie, vol. 3, p. 1189-1239.